# Monte Monmouth
Il Monte Monmouth è una delle vette principali della Catena Pacifica, gruppo appartenente alla catena montuosa delle Montagne Costiere, localizzare nella regione Sud della provincia canadese della Columbia Britannica.
Ha un'altezza di 3.181 metri sul livello del mare. Il nome della montagna è in onore dell'incrociatore corazzato inglese Monmouth, che affondò nella Battaglia di Coronel il 1º novembre 1914.
La prima scalata venne eseguita nel 1951 ad opera di A. Melville, I. Kay, N. Carter, T. Marston, D. Blair, W. Sparling e H. Genschorek.